# Malika el-Maslouhi
Malika el-Maslouhi, née en janvier 1999 à Milan, est une mannequin marocano-italienne.

## Biographie
Malika El-Maslouhi naît d'un père marocain et d'une mère italienne, à Milan,,,, plus précisément dans le quartier modeste de Niguarda,. « J'ai la chance d'avoir eu une belle enfance. Simple, entourée de mes parents et de ma petite sœur Sofia », dit-elle. La famille parle italien et arabe. Repérée par une agence, elle participe à une présentation pour la maison Christian Dior à Marrakech, puis pour Simon Porte Jacquemus dans la campagne provençale. Elle décide d’abandonner les études en université et de devenir mannequin. Dès les fashion week de 2019, elle est présente dans plusieurs défilés de créateurs tels Chanel, Hermès, Christian Dior, Richard Quinn (en) et Ralph Lauren. Elle travaille aussi, depuis, pour d’autres marques de créateurs ou de prêt-à porter comme Off-White, Lanvin, Calvin Klein, Zadig & Voltaire,, Zara, H&M, Urban Outfitters, etc. Elle est désormais appelée régulièrement par Jacquemus ainsi que par  Moschino,.
En décembre 2019, Malika El Maslouhi figure sur une couverture de groupe de Vogue Arabia aux côtés de ses collègues mannequins Nora Attal, Hayett McCarthy, Nour Rizk et Leyla Karim Greiss. Fière de ses origines marocaines, elle veut en effet encourager les jeunes femmes arabes à être de plus en plus présentes dans le monde de la mode. « À plus petite échelle, je suis devenue une référence pour plusieurs jeunes femmes qui me disent combien elles sont fières de voir une fille arabe les représenter sur une scène mondiale » confie-t-elle à Vogue Arabia, précisant : « cela me donne de l'énergie chaque jour de remplir ce rôle, et d'essayer de représenter une lumière positive pour les femmes arabes afin que nous puissions avancer de manière progressive et constructive. Nous - autant que toutes les femmes - essayons de sortir des normes qui existent depuis des générations ». Les mannequins d’origine maghrébine ou moyen-orientale sont en effet encore peu présents, en ce début de XXIe siècle dans les défilés et les campagnes mondiales de pub, à part quelques exceptions comme  les sœurs Gigi et Bella Hadid, d’origine palestinienne et américaine, ou comme la tunisienne Kenza Fourati.